# Australasie na Letních olympijských hrách 1908
Australasii na Letních olympijských hrách v roce 1908 v Londýně reprezentovalo 30 sportovců v 6 sportech. Ve výpravě bylo 30 mužů a žádná žena.

## Medailisté
| Medaile | Jméno | Sport    | Soutěž                       |
| ------- | --- | -------- | ---------------------------- |
| Zlato   | John Barnett Phil Carmichael Daniel Carroll Bob Craig Thomas Griffen Jack Hickey Malcolm McArthur Arthur McCabe Patrick McCue Christopher McKivat Charles McMurtrie Sydney Middleton Tom Richards Charles Russell Frank Smith | Ragby    | Turnaj mužů                  |
| Stříbro | Reginald Baker | Box      | Muži váha střední do 71,7 kg |
| Stříbro | Frank Beaurepaire | Plavání  | Muži 400 m volný způsob      |
| Bronz   | Harry Kerr | Atletika | Muži chůze na 3,5 km         |
| Bronz   | Frank Beaurepaire | Plavání  | Muži 1 500 m volný způsob    |